# Estado del bienestar en Suecia
El Estado del bienestar en Suecia es una variante del estado del bienestar de economía mixta que se encuentra en muchos países del primer mundo. Sistemas similares se encuentran en otros países nórdicos.
El sistema sueco ha sido categorizado por muchos observadores como un sistema intermedio entre la economía capitalista y la economía socialista. Los que apoyan la idea sugieren que Suecia ha encontrado una manera de lograr uno de los más altos niveles mundiales de igualdad social sin cortar el espíritu innovador o empresarial (por ejemplo, el empresario sueco Ingvar Kamprad —propietario de IKEA— era uno de los hombres más ricos de Europa). Este punto de vista es cuestionado tanto por aquellos que proponen la liberalización económica en Suecia como por los escépticos en la capacidad del socialismo como un sistema de manejo económico viable, como, por ejemplo, el economista sueco Assar Lindbeck que es un crítico de los logros del estado de bienestar de su país. El estado de bienestar fue implementado exitosamente durante la década de los ochenta por el presidente sueco Olof Palme y el posterior gobierno de Ingvar Carlsson, trayendo una nueva era de prosperidad para el país.
La frase "modelo sueco" ha sido también utilizada como concepto más general. Por ejemplo, en 2006, la Revista Australiana de Finanzas[cita requerida] contenía un artículo que elogiaba al modelo sueco como referente en economía y política. Asimismo, The Economist publicó, también en 2006, un artículo titulado "The Swedish Model" comparándolo favorablemente al "modelo social" europeo.
La admiración por el sistema económico sueco ha ido tradicionalmente de la mano con admiración con lo que se dice es la actitud "liberal" (de aceptación razonable) en relación con problemas sociales. 
El sistema sueco se constituyó lenta pero constantemente durante el siglo XX como consecuencia de muchas decisiones. Este desarrollo fue liderado por el Partido Socialdemócrata y los sindicatos suecos. Enfrentó la oposición de la comunidad de negocios y la oposición liberal y conservadora, sin embargo esa oposición (política) llegó a aceptar mucho del sistema social democrático y, generalmente, ha trabajado a fin de reformarlo desde dentro de sus parámetros.
Desde la gran crisis de comienzos de los años 90, Suecia ha experimentado una importante serie de reformas para modernizar su viejo estado de bienestar, tendentes a crear sistemas de bienestar basados en la colaboración público-privada y una amplia libertad de elección ciudadana. De esta manera se ha ido creando lo que podría llamarse un “nuevo modelo sueco”, que hoy es pionero en el mundo y cuya existencia explica, en buena medida, los notables éxitos económicos recientes de Suecia sin por ello haber perdido la base de equidad e igualdad que caracteriza su sistema social.

## Orígenes
El estado de bienestar sueco (también conocido como Folkhemmet) fue construido como un proyecto político a partir de la década de 1930. Durante este tiempo, el término está estrechamente vinculado al primer ministro Peral Albin Hansson, quien asumió el término folkhemmet en un debate del Reichstag en 1928 y lo convirtió en un programa político concreto[1]. Llegó a su apogeo en la década de 1970, cuando cubrió a todos los ciudadanos desde niños pequeños (sobre el cuidado de niños municipales) hasta pensionistas (sobre el cuidado comunitario de los ancianos)
Tanto en 1847 como en 1853 se aprobaron en Suecia "Leyes de ayuda a los pobres", tomándose así los primeros pasos hacia el estado de bienestar, tal y como ocurrió en muchos países europeos ante la precariedad padecida por la clase obrera nacida con la revolución industrial. La Confederación de Sindicatos Suecos (Landsorganisationen i Sverige, literalmente "Organización Nacional en Suecia", referida comúnmente como LO) fue fundada en 1898 con un estrecho lazo al partido socialdemócrata. Otros países industrializados esperaron hasta la gran depresión de los 1930 para tomar medidas similares. Una explicación posible, a menudo aducida para explicar esos avances son ciertas normas culturales que se remontan a una sociedad de pequeñas aldeas agrícolas que se industrializo relativamente tarde. Esos valores culturales promueven igualitarismo, cooperación y conformidad por sobre el individualismo (ver lagom y Ley de Jante). Entre 1919 y 1950 se produjo una importante extensión de los derechos sociales, el movimiento obrero tuvo un papel fundamental consiguiendo la extensión de relaciones laborales autónomas, por medio de acuerdos entre patrones y sindicatos, una tasa alta de organización de todos los asalariados, incluyendo mujeres. Una colaboración efectiva entre los líderes de clases sociales y el nuevo grupo de «ingenieros sociales» que se unieron a los partidos socialdemócratas. El universalismo es una de las principales características del modelo nórdico, junto con la financiación por impuestos, la provisión pública de transferencias y servicios, énfasis en los servicios sociales personales, provisiones de alta calidad y tasas de compensaciones altas e igualitarias. 
El estado de bienestar como tal fue construido mayormente gracias a la colaboración por un lado, entre el partido socialdemócrata sueco y los liberales y, por el otro, entre los sindicatos, que envolvían casi a la totalidad de la población y las industrias, universalmente sindicalizadas. Incluso en el presente los sindicatos juegan un papel importante en la sociedad sueca. En enero del 2002, la L.O. tenía 1.900.000 miembros (de una población total de 9.000.000 de habitantes) Las industrias suecas mayores cuentan, desde los fines del siglo XIX, con unas cuantas industrias "globales" tales como Electrolux, Volvo y Ericsson que, en 1902 se unieron en una confederación que, desde 2001, se llama la "Confederación Sueca de Empresas" que consiste en 48 asociaciones sectoriales representando cerca de 55.000 empresas con más de un millón y medio de empleados.
El partido liberal aprobó la Ley de Pensiones en 1913 a fin de proveer seguridad para los ancianos.[cita requerida] En 1918 un gobierno de coalición liberal-socialdemócrata aprobó una nueva ley de los pobres, transfiriendo la responsabilidad de cuidar a quien requiriera ayuda a los gobiernos locales (municipalidades) con el gobierno nacional a cargo de proveer apoyo administrativo. Esta ley se constituyó en la piedra base del sistema sueco de asistencia social por las próximas cuatro décadas.
En 1938 se firmó el acuerdo de Saltsjöbaden entre los representantes de los trabajadores y los de los empresarios. Ese acuerdo resolvió varios problemas relacionados con el mercado del trabajo. Esto formó las bases de un arreglo de relaciones industriales particular a Suecia, el llamado "espíritu de Saltsjöbaden", caracterizado por una voluntad de cooperación y un sentido de responsabilidad mutua para resolver asuntos laborales. Este acuerdo representó también el deseo de ambas partes de evitar legislación, es decir, mantener libertad de acción en relación con la habilidad de representar sus miembros. Este acuerdo todavía esta vigente.
El desarrollo de ese sistema continuó durante las décadas del 1950 y 60, período en el cual Suecia llegó a ser el segundo país más próspero del mundo, con un nivel prácticamente nulo de paro o desempleo. Llegó a su cumbre en la década de 1970 cuando llegó a incluir la totalidad de la población, con sistemas de asistencia social desde el cuidado de recién nacidos a retirados, pasando por educación gratuita y subsidiada a todos los niveles y seguros de desempleo.
El primer nombre del estado de bienestar tiene sus orígenes: folkhemmet, el Volksheim. La metáfora fue introducida en el discurso político por los socialdemócratas de los "Sveriges socialdemokratiska arbetareparti", o SAP para abreviar, especialmente , que iba a convertirse en primer ministro en 1932.Durante la década de los 40 y 50 Suecia experimentaría uno de los crecimientos del PBI más altos del mundo Occidental, propiciado por las políticas de Bienestar que elevaron el consumo y la inversión en infraestructura. En 20 años Suecia pasó de ser el país más pobre de escandinavia con un PBi per cápita en 1931 similar al de 1902, a alcanzar uno de los pbi per cápita más altos del mundo.

## Desarrollos posteriores
El sistema empezó a declinar como consecuencia de la crisis del petróleo de 1973. Las tasas de impuestos y el desempleo aumentaron, en consecuencia, el dominio socialdemócrata fue roto y por periodos breves el país fue controlado por gobiernos de derecha moderada.
Con posterioridad se vio una crisis recesionaria en el país, lo que llevó a una disminución del gasto social en los 1990. Lo que causó problemas sociales, por varios años, por ejemplo, la criminalidad aumentó. Finalmente Suecia superó esa recesión, pero en el 2000 hubo una nueva, aunque menor, crisis, debido al fin de la burbuja del dot-com. Medidas precaucionarias más profundas han producido nuevamente una economía fuerte y creciente. Durante 1960 y 1980, el gasto público pasó del 31 al 60% del PIB y el empleo público como porcentaje del total de la fuerza laboral se triplicó. La adjudicación de más y más responsabilidades exclusivas del Estado sueco resultaron en que el país se convirtió en “el paraíso de la producción en masas, ya sea de automóviles, viviendas, educación o salud”.
Para 1960 Suecia era una potencia industrial con una población educada. Esa fue la base económica que le proveyó a la social democracia los recursos necesarios para la implementación del Estado benefactor.
En la actualidad, aunque es claro que el clima económico mundial está cambiando, con la "externalización" o subcontratación siendo un desafío serio a los niveles de vida y trabajo en Suecia, los niveles de educación, servicios de salud y abundantes recursos naturales han permitido que Suecia mantenga niveles relativamente altos de crecimiento económico y empleo: a pesar de que hay un debate acerca de los niveles reales (algunos creen que son muy altos entre los jóvenes) Suecia ha sido recientemente catalogada como una de las economías más fuertes en Europa. De acuerdo a la ONU, Suecia tiene uno de los niveles de pobreza más bajos del mundo (6%) y está entre las cinco naciones con la distribución del ingreso más igualitaria. 
Políticamente, Suecia es alabado por muchos[¿quién?] como un ejemplo de lo exitoso que puede ser el proyecto socialdemócrata. Muchos elogian a ese partido por haber logrado superar la recesión de los 80 y 90 y argumentan que los problemas que Suecia confronta son producto de una adaptación progresiva a la economía global. Otros argumentan que el sistema presente depende en un nivel de impuestos excesivo y que modificaciones son necesarias a fin de promover crecimiento económico.
En las elecciones de 2006, el país estaba dividido entre los partidarios de la izquierda y los de la derecha. Pero incluso los derechistas (que ganaron) intentan mantener lo fundamental del estado de bienestar, con modificaciones con el fin declarado de reducir el desempleo y promover el crecimiento económico. Ninguno de los partidos mayores de Suecia propone disolver ese estado de bienestar, dado que tal propuesta sería profundamente impopular con la población, que en general es escéptica de propuestas de los extremos tanto de derecha como de izquierda.
En ese sentido, las modificaciones danesas -que tiene un sistema similar- y que ha logrado reducir su desempleo disminuyendo las medidas de seguridad laboral (es decir, haciendo más fácil despedir a un trabajador)[cita requerida] se han convertido en objeto de estudio en Suecia. Nadie sabe qué sucederá en el mediano o largo plazo como consecuencia de tales medidas[actualizar] (en relación, por ejemplo, a la precarización del empleo y el reparto de beneficios empresariales entre empresarios y trabajadores), que hacen que el sistema danés -que está siendo llamado de flexiseguridad - haya dado un paso hacia el modelo anglosajón (inglés) de estado de bienestar. Suecia no es el único país que está estudiando esos desarrollos. Se dice que Francia está también interesada.[cita requerida]

## El nuevo modelo sueco
La gran crisis de comienzos de los años 90 fue el punto de partida de una búsqueda por reconstruir el modelo de estado de bienestar, entendiendo que para hacer sostenible un alto nivel de solidaridad social y responsabilidad pública había que replantear las bases mismas sobre las que se había construido ese Estado. Para ello Suecia emprendió, con un fuerte consenso político de fondo en cuanto a la necesidad y la dirección de las reformas, una profunda reconstrucción de su estado de bienestar que lo hace hoy un verdadero pionero en Europa, particularmente por sus avances en integrar un muy alto nivel de responsabilidad pública por el bienestar de su pueblo con una amplia libertad ciudadana.   
El cambio realizado puede ser resumido en tres rúbricas:
- De la gestión pública a la responsabilidad pública
- Del monopolio al pluralismo
- De la asignación administrativa a la libertad de elección

El viejo Estado benefactor de Suecia se caracterizaba por darle a los ciudadanos un tipo de bienestar muy amplio pero sobre el cual los mismos tenían muy poca influencia directa y aún menos libertad de elección. Este Estado gestionaba directamente los servicios que asignaba a los ciudadanos. El nuevo estado de bienestar, que surge de las reformas iniciadas en los años 90, afirma la responsabilidad pública en vez de la gestión pública, el pluralismo en vez del monopolio y la libertad de elección en vez de la asignación administrativa. Estos son los principios que, por ejemplo, han regido las amplias reformas del sector público educativo y de la sanidad, afirmado una gran responsabilidad pública en cuanto a que nadie le falte una educación o sanidad digna y de calidad pero no en detrimento de la pluralidad de proveedores o de la libertad de elección ciudadana. [cita requerida]Lo que de esta manera se ha entendido es que nada tiene que ver el garantizar el acceso de todos a ciertos servicios como la educación y la sanidad con el hecho de que sea el sector público el único que los provea.